# Marlon Brando è sempre lui
Marlon Brando è sempre lui è il terzo singolo estratto dall'album di esordio Ligabue dell'artista Luciano Ligabue.

## Il brano
Nella versione dal vivo, fa parte dell'album live Su e giù da un palco del 1997 (quarta ed ultima parte del medley rock del Disco 1) ed è stato inserito nella scaletta di entrambi i concerti tenutisi al Campovolo nel 2005 e nel 2011.
All'inizio della versione studio, si può ascoltare Marlon Brando (a cui, come si intuisce dal titolo, il brano è dedicato), che grida "Hey Stella!!", audio tratto da una scena del film Un tram che si chiama Desiderio, che vede l'attore protagonista. Questa introduzione è stata inclusa anche nella versione live dell'album Campovolo 2.011.
La prima versione, mai pubblicata, si intitolava Giorgio Bubba è sempre lui.

## Il video musicale
Diretto da Marco Della Fonte.
- Videoclip ufficiale, su YouTube. URL consultato il 7 gennaio 2015.

Originariamente disponibile solo in videocassetta sull'home video Videovissuti e videopresenti del 1993, è stato incluso nei DVD Primo tempo del 2007 e Videoclip Collection del 2012, quest'ultimo distribuito solo nelle edicole.

## Tracce
1. Marlon Brando è sempre lui – 4:11 (Luciano Ligabue)

## Formazione
- Luciano Ligabue - voce

### Clan Destino
- Gigi Cavalli Cocchi - batteria
- Max Cottafavi - chitarra elettrica
- Luciano Ghezzi - basso

### Altri musicisti
- Feiez - organo Hammond